# قرة لانغ
قرة لانغ (22 أكتوبر 1986 بكالغاري في كندا - ) هي لاعبة كرة قدم كندية في مركز الهجوم، شاركت في الألعاب الأولمبية الصيفية 2008. وشاركت مع منتخب كندا لكرة القدم للسيدات. أما مع النوادي، فقد لعبت مع Pali Blues ‏ وVancouver Whitecaps FC (women) ‏.

## وصلات خارجية
- قرة لانغ على موقع الاتحاد الدولي (مؤرشف)  (الإنجليزية)
- قرة لانغ على موقع قاعدة بيانات كرة القدم.إي يو (الإنجليزية)
- قرة لانغ على موقع اللجنة الأولمبية الدولية (الإنجليزية)
- قرة لانغ على موقع أوليمبيديا (الإنجليزية)
- قرة لانغ على موقع اللجنة الأولمبية الكندية (الإنجليزية)